# FODMAP
FODMAP (англ. fermentable oligosaccharides, disaccharides, monosaccharides, and polyols) — це акронім який розшифровується як ферментовані олігосахариди, дисахариди, моносахариди та поліоли. Всі ці речовини є вуглеводами з коротким ланцюгом, які погано всмоктуються в тонкій кишці та схильні до гідрофілії та бродіння в товстій кишці. Вони включають олігосахаридні полімери фруктози (фруктани) і галактоолігосахариди (GOS, стахіоза, рафіноза), дисахариди (лактоза), моносахариди (фруктоза) і цукрові спирти (поліоли), такі як сорбіт, маніт, ксиліт і мальтит. Більшість FODMAP природно присутні в їжі та раціоні людини, але поліоли можуть бути додані штучно в комерційно приготовані продукти та напої (у вигляді гліцерину або підсолоджувачів, наприклад).
FODMAP можуть викликати дискомфорт у травній системі у деяких людей. Причинами є підвищена чутливість до розширення просвіту або схильність до надлишкової затримки води та утворення й накопичення газів, хоч вони й не викликають запалення кишки. Фактично, FODMAP, що зустрічаються в природі, можуть допомогти запобігти дискомфорту в травленні для деяких людей, оскільки вони сприяють корисним змінам флори кишки. Вони не є причиною цих розладів, але дієта з низьким вмістом FODMAP може полегшити симптоми у дорослих із Синдром подразненого кишечника (СПК) та іншими функціональними розладами шлунково-кишкового тракту (ФГІД). Уникання всіх FODMAP у довгостроковій перспективі може мати шкідливий вплив на кишкову мікробіоту та метаболом.
FODMAP, особливо фруктани, присутні в невеликих кількостях у зернах, що містять глютен, і були визначені як можлива причина розладів травлення у людей, які не мають целіакії, але чутливі до глютену. Ці зерна є лише незначними джерелами FODMAP, якщо вживати їх у звичайних кількостях у щоденному раціоні. Станом на 2019 рік зроблено висновок, що хоча FODMAP, які присутні в пшениці та подібних зернових, можуть відігравати певну роль у чутливості до глютену у людей без целіакії, вони пояснюють лише певні шлунково-кишкові симптоми, такі як здуття живота. Але симптоми, які виникають у людей без целіакії, цим не пояснюються. Натомість може розвинутися чутливість до глютену, наприклад, неврологічні розлади, фіброміалгія, психологічні розлади та дерматит. Використання дієти з низьким вмістом FODMAP без попереднього клінічного обстеження може мати ризики для здоров'я, оскільки це може замаскувати симптоми целіакії, затримуючи або уникаючи правильної діагностики та терапії.

## Всмоктування у шлунку
Деякі FODMAP, такі як фруктоза, легко всмоктуються в тонкій кишці людини через рецептори GLUT. Таким чином, всмоктуваність залежить від відповідної експресії та доставлення цих рецепторів у кишковому ентероциті до апікальної поверхні, яка контактує з просвітом кишки (наприклад, GLUT5), і до базальної мембрани, контактуючи з кров'ю (наприклад, GLUT2). Неналежне всмоктування цих FODMAP у тонкій кишці робить їх доступними для поїдання кишковою флорою. ЇЇ метаболізм призводить до утворення газів і потенційно може призвести до здуття живота та метеоризму.
Одначе, хоча FODMAP можуть викликати певний дискомфорт у травній системі у деяких людей, вони не тільки не спричинюють запалення кишки, але й допомагають запобігти йому, оскільки вони починають корисні зміни в кишковій флорі, що сприяє підтримці здоров'я товстої кишки.
FODMAP не є причиною синдром подразненого кишечника(СПК) чи інших функціональних шлунково-кишкових розладів, а скоріше у людини розвиваються симптоми, коли основна реакція кишки є надмірною або ненормальною.
Порушення всмоктування фруктози та непереносність лактози можуть викликати симптоми СПК через той самий механізм, але, на відміну від інших FODMAP, погане всмоктування фруктози виявляється лише у меншості людей. Непереносність лактози зустрічається у більшості дорослих, за винятком певних географічних груп населення, особливо європейського походження. Багатьом, хто отримує користь від дієти з низьким вмістом FODMAP, не потрібно обмежувати фруктозу чи лактозу. Можна ідентифікувати ці два стани за допомогою водневого та метанового дихального тесту і, таким чином, усунути необхідність дотримання дієти, якщо це можливо.